# Bombardiranje Guernice
Bombardiranje Guernice je bio zračni napad na baskijski grad Guernicu (na španjolskom: Guernica), koji su 26. travnja 1937. izvršili pripadnici Legije Kondor koja je pripadala njemačkim zrakoplovnim snagama Luftwaffe tijekom Španjolskog građanskog rata potpomognute talijanskom Aviazione Legionaria. Operacija je zvana Operacija Rügen. Bombardiranje je rezultiralo potpunim materijalnim uništenjem i ogromnim brojem ljudskih žrtava u republikanskom gradu Guernici. Iako nije prvi put primijenjena, ova taktika je zapanjila cijeli svijet razinom rušenja civilnih ciljeva i brojem civilnih žrtava.
Bombardiranje je ovjekovječeno na poznatoj slici Guernica Pabla Picassa, koja je prvi put izložena u Španjolskom paviljonu na Svjetskoj izložbi 1937. godine.